# Albert Maag (Politiker)
Albert Maag, auch Albert Maag-Socin, (* 11. April 1890 in Biel; † 23. Oktober 1946 in Zürich; heimatberechtigt in Zürich) war ein Schweizer Politiker (DP).

## Leben
Maag besuchte die Schulen in Biel, studierte von 1909 bis 1915 Rechtswissenschaften in Bern und Berlin und promovierte in Bern. Er absolvierte 1915 in Zürich das Rechtsanwaltsexamen, eröffnete eine eigene Anwaltskanzlei und war von 1920 bis 1945 Sekretär des Föderativ-Verbands der Beamten und Angestellten der Stadt Zürich. Im Jahr 1941 gründete er die Demokratische Partei der Schweiz (DP) mit.
Von 1923 bis 1938 sass Maag im Grossen Stadtrat von Zürich, den er 1923/1933 präsidierte, und sass von 1923 bis 1940 im Zürcher Kantonsrat, den er 1935/1936 präsidierte. Bei den Schweizer Parlamentswahlen 1939 wurde er für die Demokratische Partei, als Nachfolger des verstorbenen Hans Widmer, in den Nationalrat gewählt, dem er bis 1946 angehörte.
Maag war ein Gegner von Nationalsozialismus, verteidigte Spanienkämpfer und Kommunisten und half Flüchtlingen und Emigranten.